# USS George Washington (CVN-73)

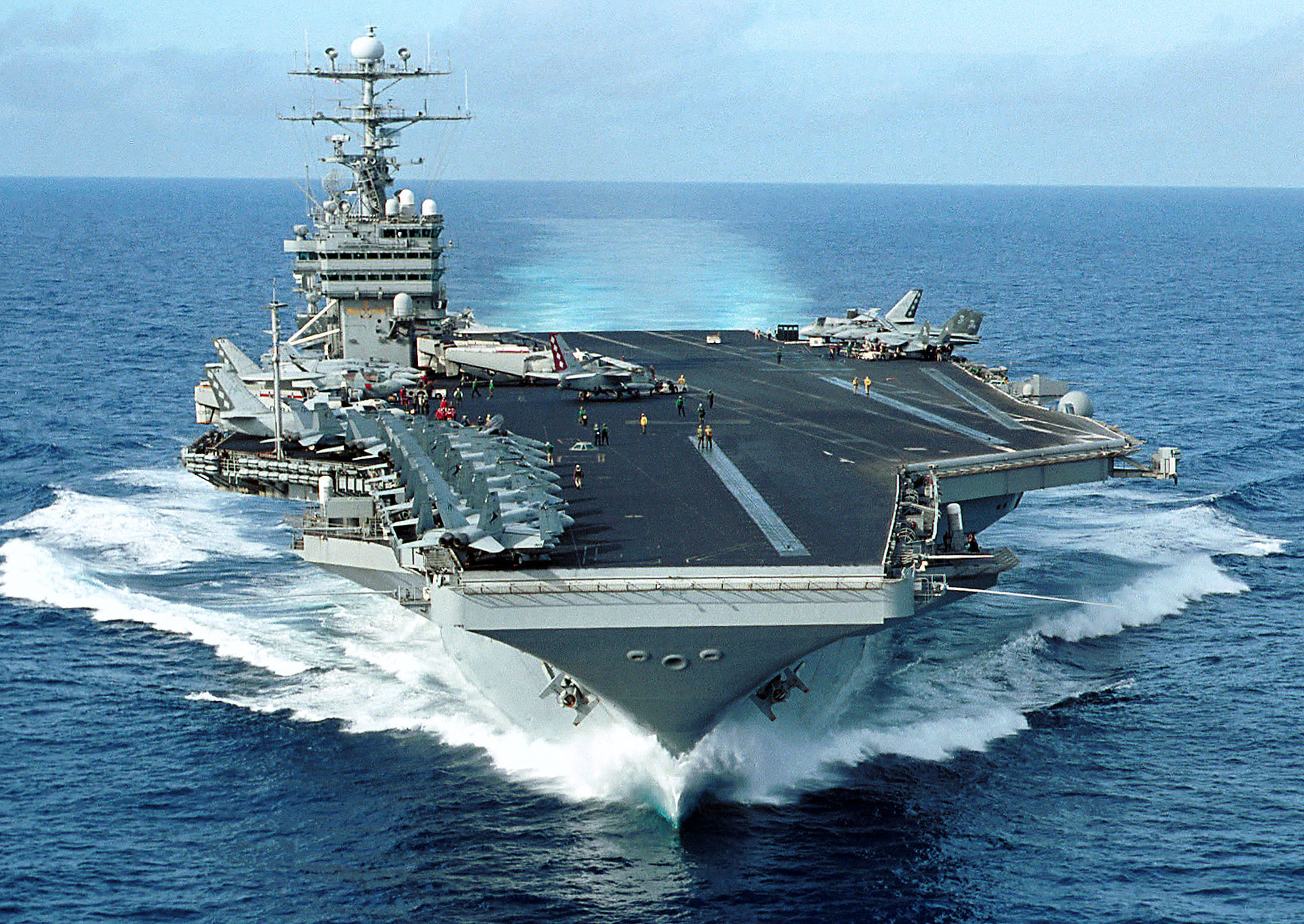
De George Washington onderweg in de Atlantische Oceaan na een missie in de Golfregio.

De USS George Washington (Pennantnummer: CVN-73) is het zesde Nimitz-klasse supervliegdekschip van de Amerikaanse zeemacht. Het is ook het vierde schip van de US Navy dat naar George Washington, de eerste president van de Verenigde Staten, werd vernoemd. Het werd van 1986 tot 1990 gebouwd en vervolgens gedoopt door toenmalig first lady Barbara Bush. In 1992 werd het schip in dienst genomen en kreeg het Norfolk in Virginia als thuisbasis toegewezen.

## Geschiedenis

### Jaren 1990
De USS George Washington werd in 1994 voor het eerst ingezet bij de 50ste verjaardag van de landing in Normandië. Tijdens de tweede missie in 1996 vond op het schip de historische ontmoeting plaats tussen de militaire leiders van de strijdende partijen in Bosnië en Herzegovina. Het schip nam in die periode ook deel aan Operatie Decisive Endeavor, een onderdeel van de NAVO-operatie Joint Endeavor. Het vliegdekschip nam ook deel aan Operatie Southern Watch die de controle van de no-flyzone boven Zuid-Irak inhield. Tussen oktober 1997 en april 1998 bevond de George Washington zich zes maanden in de Perzische Golf als onderdeel van het militaire machtsvertoon dat Irak moest overhalen wapeninspecteurs van de Verenigde Naties toe te laten.

### Jaren 2000
Van juni tot december 2000 spendeerde de George Washington haar vierde missie eerst in de Middellandse Zee en dan opnieuw in de Perzische Golf voor Southern Watch. Het schip was ook in de Adriatische Zee toen de presidentsverkiezing in Joegoslavië voor spanningen zorgde. Vanaf 13 februari 2001 lag het schip zes maanden in de marinescheepswerf van Norfolk voor moderniseringen. Tijdens de terroristische aanslagen op 11 september 2001 opereerde de GW nabij de thuishaven. Het schip werd in allerijl naar New York gestuurd waar het gedurende drie dagen het luchtruim bewaakte. Op 20 juni 2002 vertrok het vliegdekschip naar de Noord-Arabische Zee waar het de USS John F. Kennedy afloste voor Southern Watch en Enduring Freedom. Begin 2004 opereerde het schip opnieuw in die regio ter ondersteuning van de strijd tegen terrorisme. Op 28 januari 2005 ging het een droogdok in voor een nieuwe modernisering die 11 maanden duurde. In februari 2006 verliet de George Washington Norfolk voor deelname aan USSOUTHCOM. Dit hield anti-drugsoperaties in de Caribische Zee en oefeningen met Zuid-Amerikaanse landen in.
In 2008 verving de USS George Washington de USS Kitty Hawk in de Amerikaanse marinebasis in Japan. met Yokosuka als nieuwe thuishaven.
Vanaf juli 2008 maakt de USS George Washington deel uit van de vierde vloot